# Basra (Maroc)
Pour les articles homonymes, voir Basra.
Basra  ou Basra al-Hamra (« Basra la rouge ») est un site archéologique du Maroc, devenue capitale des Idrissides, dynastie ayant régné de 789 à 985, lorsque ces derniers sont chassés de Fès par les Fatimides.

## Situation
Le site archéologique est situé dans le village actuel de Jaawna al-Basra sur la route entre Souq al-Arba et Ouezzane, à environ 40 km de la côte Atlantique et à 20 km au sud de Ksar el-Kébir.

## Histoire
La ville de Basra est fondée par les Idrissides et nommée d'après la ville de Bassora, en Irak. Elle apparaît en tant qu'atelier de frappe monétaire dès le début du IXe siècle. 
Au Xe siècle, le Maroc est la scène des confrontations, directes ou par alliés interposés, entre Omeyyades de Cordoue et Fatimides. En 926, les Idrissides sont chassés de Fès mais conservent leur pouvoir sur certaines régions, principalement au nord-ouest du Maroc, dont la ville de Basra. 
Le géographe arabe Ibn Hawqal, dont les voyages se déroulent de 943 à 969, décrit la ville desservie par deux ports fluviaux comme un centre de commerce florissant et une importante zone de production de coton et de céréales.
En 988, la ville est détruite par l'armée fatimide commandée par Jawhar Al Siqli. Lorsque Léon l'Africain (1488-1548), découvre la ville, elle est intégralement en ruines.
Basra est considérée comme la ville de la richesse.

## Sources
- (en) Cet article est partiellement ou en totalité issu de l’article de Wikipédia en anglais intitulé « Basra, Morocco » (voir la liste des auteurs).